# Mansión de Igate
La Mansión de Igate (en letón: Igates pils muiža) es una casa señorial en la región histórica de Vidzeme, en el norte de Letonia. Fue diseñada por el arquitecto Rudolf Heinrich Zirkwitz. En 1920 la Mansión de Igate fue nacionalizada de acuerdo con la Lay de Reforma Agraria de Letonia de 1920.